# Große Steine (Reichenbach)

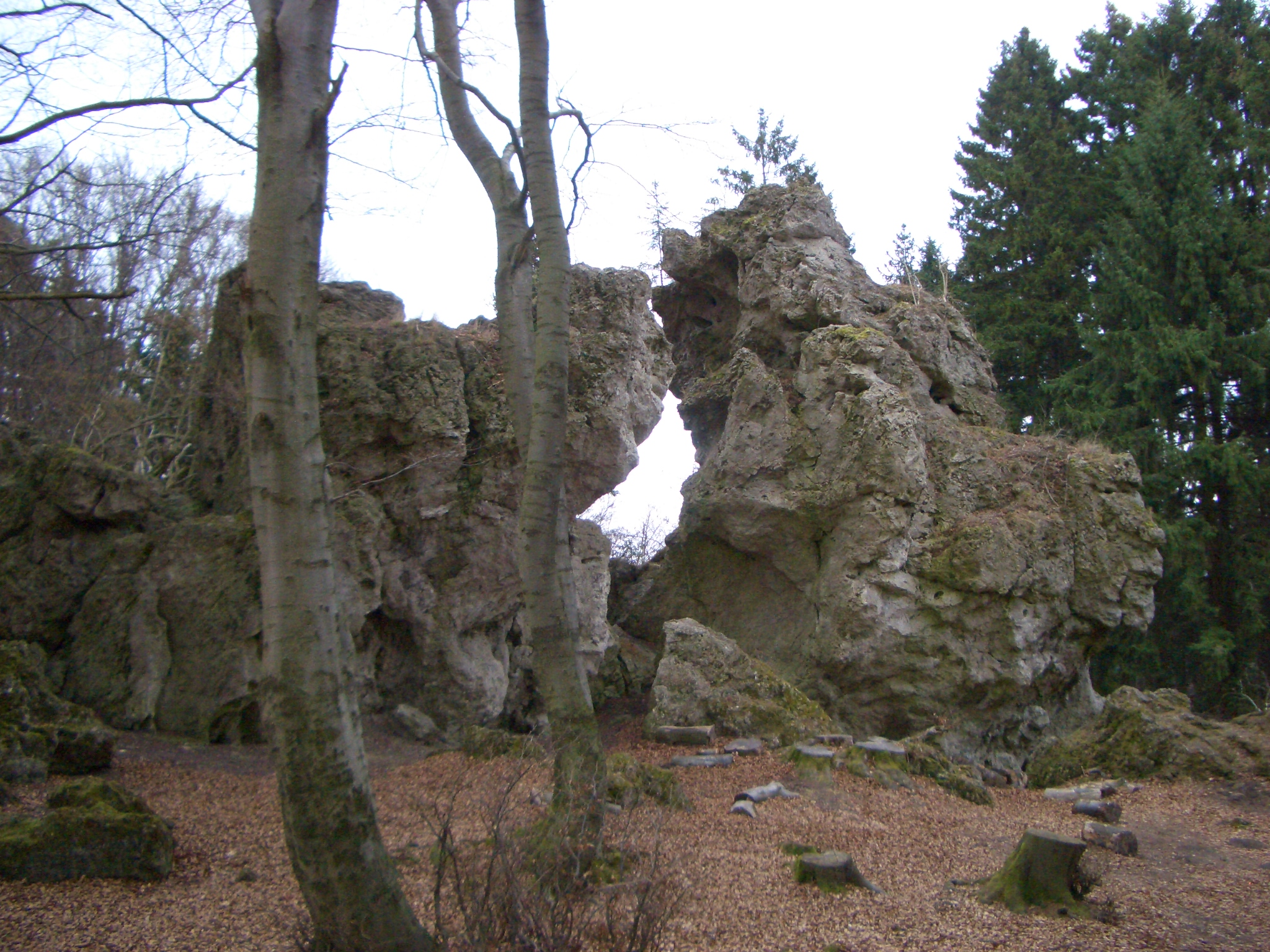
Große Steine bei Hessisch Lichtenau-Reichenbach

Die Großen Steine sind eine kleine Gruppe von als Naturdenkmal ausgewiesenen Dolomitfelsen bei Reichenbach, einem Stadtteil des im Werra-Meißner-Kreis gelegenen Hessisch Lichtenau (Nordhessen, Deutschland).

## Geographische Lage
Die Großen Steine befinden sich am Nordrand des Stölzinger Gebirges rund 1,5 km südöstlich von Reichenbach und etwa 1,3 km nordöstlich vom Gipfel des Eisbergs (583 m ü. NHN). Sie liegen unweit südlich des Sandbergs (532,7 m) auf rund 520 m Höhe. Westlich fließt der Oberlauf des Vockebachs vorbei und östlich entspringt der Wehre-Zufluss Im Hohl.
Vorbei am in einem Waldgebiet gelegenen Naturdenkmal führt der 326 km lange, hessisch-thüringische Barbarossa-Wanderweg. Nahe steht das Haus der Jugend an den Großen Steinen.

## Beschreibung
Die Großen Steine bestehen aus Dolomitfelsen. Sie wurden vermutlich als vorgeschichtliche Kultstätte genutzt, und der Sage nach sollen sie von einem Riesen in die Reichenbacher Gegend geworfen worden sein.